# Homenmen Beirut FC
El Homenmen Beirut FC (àrab: نادي الهومنمن بيروت, Nādī al-Hūmanman Bayrūt; armeni: Հայ Մարզական Միութիւն (ՀՄՄ)) és un club libanès-armeni de futbol de la ciutat de Beirut.

## Història
El nom Homenmen prové de la pronúncia armènia de les sigles d'«Unió Atlètica Armènia» en armeni. El club és una de les associacions esportives pioneres al Líban, fundat el 1921.

## Palmarès
- Lliga libanesa de futbol:[2]
  - 1945, 1954, 1957, 1961

- Copa Elite libanesa de futbol:[3]
  - 1999

## Altres esports
El Homenmen Beirut destaca també en altres esports com ara el ciclisme i el tennis taula.